# شهرستان لی (ویرجینیا)
شهرستان لی، ویرجینیا (به انگلیسی: Lee County, Virginia) یک سکونتگاه مسکونی در ایالات متحده آمریکا است که در ویرجینیا واقع شده‌است.

## خصوصیات
شهرستان لی ۱٬۱۳۱٫۸۳ کیلومترمربع مساحت دارد.